# Ponte Padiglione
Ponte Padiglione noto anche come Zaragoza Bridge Pavillon o Ponte-Padiglione dell'Expo 2008, è un ponte nonché uno dei principali edifici dell'Expo 2008 a Saragozza in Spagna. Progettato dall'architetto Zaha Hadid, collega la riva destra del fiume con il sito dell'Expo. La sua pianta ha la forma di un gladiolo, è coperta e ha ospitato sale espositive sulla gestione sostenibile delle risorse idriche. Dopo l'Expo è stato trasformato in un museo. È considerata tra le opere più belle dell'architetto iracheno naturalizzato britannico.